# Камень-Рыболов (железнодорожная станция, населённый пункт)
Ка́мень-Рыболо́в — железнодорожная станция как населённый пункт в Ханкайском районе Приморского края России.

## География
Населённый пункт расположен при железнодорожной станции Камень-Рыболов. Фактически является частью села Камень-Рыболов.

## Население
| 2002 | 2005 | 2010 |
| ---- | ---- | ---- |
| 666  | ↗674 | ↘666 |

## История
С 2004 до 2020 гг. населённый пункт  входил в Камень-Рыболовское сельское поселение.

## Инфраструктура
Железнодорожная станция Камень-Рыболов.

## Транспорт
Автомобильный и железнодорожный транспорт.